# سیمیتارا (سانتاندر)
سیمیتارا (سانتاندر) (به اسپانیایی: Cimitarra) یک سکونتگاه مسکونی در کلمبیا است که در بخش سانتاندر واقع شده‌است.